# Western Division (NHL)
Die Western Division war neben der Eastern Division eine von zwei Divisions in der nordamerikanischen Eishockey-Profiliga NHL.
Mit der Expansion der Liga im Jahr 1967 und der darauffolgenden Neuformation des Ligensystems wurde beschlossen, die NHL in zwei Divisionen zu teilen. Nach einer erneuten Aufstockung der Liga 1974 wurde das Zwei-Divisionen-System abgeschafft und mit der Campbell bzw. der Prince of Wales Conference zwei Conferences mit je zwei untergeordneten Divisions eingeführt.
Der Name der Division leitete sich von den geographischen Lage der Teams, die in ihr spielten ab, d. h., dass in der Western Division die Teams spielten, die im Westen Nordamerikas beheimatet waren.

## Teams
| 1967/68                        | 1968/69                        | 1969/70                        | 1970/71                 | 1971/72                 | 1972/73                 | 1973/74                 |
| ------------------------------ | ------------------------------ | ------------------------------ | ----------------------- | ----------------------- | ----------------------- | ----------------------- |
|                                |                                |                                |                         |                         | Atlanta Flames          |                         |
|                                |                                |                                | Chicago Black Hawks     |                         |                         |                         |
| Los Angeles Kings              |                                |                                |                         |                         |                         |                         |
| Minnesota North Stars          |                                |                                |                         |                         |                         |                         |
| California Seals/Oakland Seals | California Seals/Oakland Seals | California Seals/Oakland Seals | California Golden Seals | California Golden Seals | California Golden Seals | California Golden Seals |
| Philadelphia Flyers            |                                |                                |                         |                         |                         |                         |
| Pittsburgh Penguins            |                                |                                |                         |                         |                         |                         |
| St. Louis Blues                |                                |                                |                         |                         |                         |                         |

## Meister
- 1968 – Philadelphia Flyers
- 1969 – St. Louis Blues
- 1970 – St. Louis Blues
- 1971 – Chicago Black Hawks
- 1972 – Chicago Black Hawks
- 1973 – Chicago Black Hawks
- 1974 – Philadelphia Flyers